# Saint-Pierre-du-Champ
Saint-Pierre-du-Champ é uma comuna francesa na região administrativa de Auvérnia-Ródano-Alpes, no departamento de Alto Loire. Estende-se por uma área de 30,59 km². Em 2010 a comuna tinha 553 habitantes (densidade: 18,1 hab./km²).